# Beffa di Buccari
La beffa di Buccari fu un episodio della Prima guerra mondiale avvenuto nella notte tra il 10 e l'11 febbraio 1918.
Si trattò di un'incursione effettuata da motoscafi armati siluranti della Regia Marina contro naviglio austro-ungarico nella baia di Buccari.
Dopo la vittoriosa incursione su Trieste del dicembre 1917, in cui i MAS 9 e 13, guidati rispettivamente da Luigi Rizzo e Andrea Ferrarini, avevano affondato la corazzata austro-ungarica Wien, fu decisa un'azione di forzamento della baia di Buccari, dove erano stanziate diverse unità navali nemiche.
Benché si sia trattato di un episodio dalla sostanziale irrilevanza militare riguardo alle conseguenze, cionondimeno la sua eco ebbe l'effetto di risollevare il morale dell'Italia, messo a dura prova dalla grave sconfitta di Caporetto di alcuni mesi prima.

## I preparativi
Il 9 gennaio 1918 l'ammiraglio Luigi Cito emanò le direttive con foglio d'ordini 148 RR.P.; il giorno seguente l'ammiraglio Casanova, comandante della Divisione Navale di Venezia, emanò gli ordini dettagliati per l'esecuzione dell'operazione contro la baia di Buccari.
Le condizioni meteorologiche però non consentirono l'effettuazione dell'uscita e questa venne rinviata fino al 4 febbraio, quando una ricognizione di un idrovolante su Pola, Fiume e Buccari segnalò la presenza di quattro unità nemiche nella rada di Buccari; così il 7 febbraio, tramite il foglio 514 RR.P. e l'8 con il foglio 60 RR. vennero di nuovo emanati gli ordini esecutivi per un'azione nella baia di Buccari.

Le unità designate all'operazione furono il MAS 94 (sottotenente di vascello CREM Andrea Ferrarini), il MAS 95 (tenente di vascello compl. Odoardo Profeta De Santis) e il MAS 96 (capitano di corvetta Luigi Rizzo) con, a bordo, il comandante di missione capitano di fregata Costanzo Ciano e Gabriele D'Annunzio.
Gli ordini prevedevano la costituzione di tre gruppi navali di cacciatorpediniere ed esploratori a traino e sostegno dei tre MAS:
- 1º gruppo (capitano di fregata Pietro Lodolo) composto dall'esploratore Aquila e dai cacciatorpediniere Acerbi, Sirtori, Stocco, Ardente e Ardito; le unità dovevano ancorarsi a Porto Levante e tenersi pronte ad intervenire su ordine del comando in capo di Venezia.
- 2º gruppo (capitano di fregata Arturo Ciano) composto dai caccia Animoso, Audace e Abba, che dovevano rimorchiare i MAS fino a 20 miglia a ponente dell'isola di Sansego (punto "O"); qui avrebbe ceduto a rimorchio i MAS alle torpediniere e si sarebbe riposizionato a una distanza di 50 miglia da Ancona per fornire assistenza ai MAS nella fase di rientro.
- 3º gruppo (capitano di corvetta Matteo Spano) composto dalle torpediniere 18 P.N., 13 P.N. e 12 P.N., che avrebbe rimorchiato i MAS fino alla congiungente Punta Kabile di Cherso - Punta Sant'Andrea (punto "A")[3].

Inoltre il sommergibile F5 sarebbe rimasto in agguato in un'area di 15 miglia a ponente di Pola e il sommergibile F3 15 miglia a sud di Capo Promontore.

## L'azione

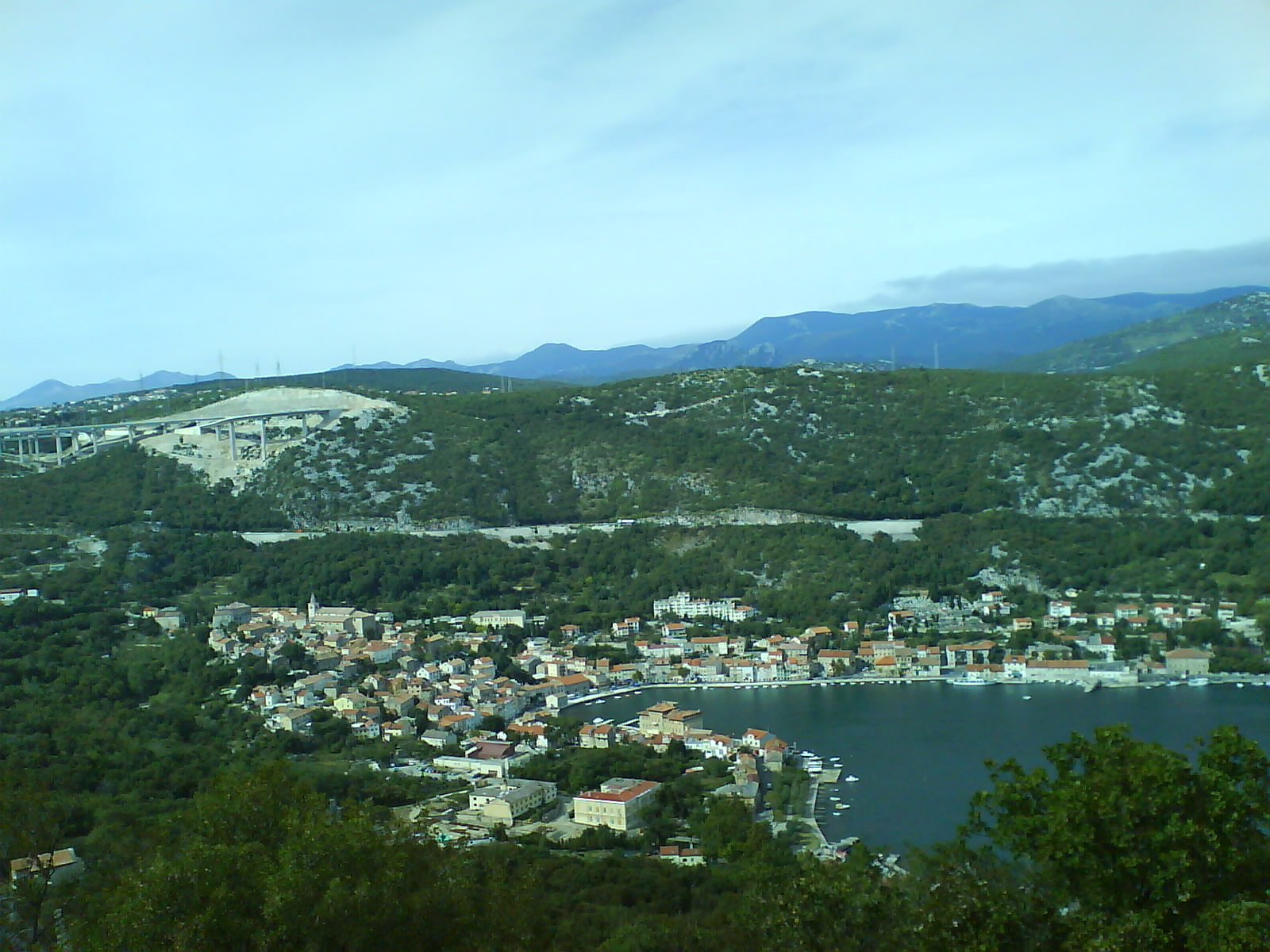
La baia di Buccari

Il 10 febbraio 1918, tre MAS della Regia Marina lasciavano il porto di Ancona, rimorchiati per un primo tratto da tre torpediniere. Dopo quattordici ore di navigazione, alle 22:00 circa, i tre MAS iniziarono il loro pericoloso trasferimento dalla zona compresa tra l'isola di Cherso e la costa istriana sino alla baia di Buccari dove, secondo le informazioni dello spionaggio, sostavano unità nemiche sia mercantili sia militari.
Questo il rapporto dell'Animoso che, insieme agli altri caccia del 2º gruppo, si sarebbe poi diretto verso Ancona, mentre dal rapporto della torpediniera 18 P.N.: «Alle 18:30 assunta la formazione in linea di fila con i MAS al rimorchio dirigo verso l'isola di Unie.»

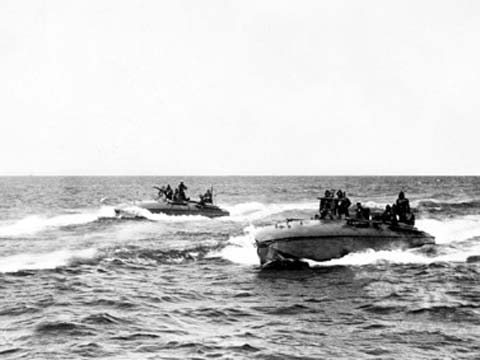
Due MAS in esercitazione, 1918 circa.

Alle ore 22:15, giunti in prossimità del punto previsto, i MAS lasciarono i rimorchi e le siluranti diressero per il rientro. I tre motoscafi iniziarono quindi l'attraversamento del canale di Faresina, senza che la batteria di Porto Re li scorgesse, e giunti ad un miglio dalla costa, spensero i motori a scoppio per azionare quelli elettrici. Alle 0:35 i MAS giunsero all'imboccatura della baia di Buccari senza incontrare ostruzioni e individuarono gli obiettivi, tre piroscafi da carico e uno passeggeri. I bersagli vennero quindi suddivisi tra i tre MAS: il MAS 96 il piroscafo 1, il MAS 94 sarebbe stato l'unico a dover colpire due piroscafi, 2 e 3, e il MAS 95 il piroscafo 4.
Alle 01:20 i MAS lanciarono i loro siluri; il MAS 95 lanciò un siluro nella zona dello scafo sotto l'albero di trinchetto e un siluro al centro sotto il fumaiolo del piroscafo 4; il MAS 94 lanciò un siluro al centro del piroscafo 2 e al centro del piroscafo 3, mentre il MAS 96 lanciò due siluri nella zona dello scafo sotto il fumaiolo del piroscafo 1, di cui uno esplose. Dei sei siluri lanciati solo uno esplose, a dimostrazione che le unità erano protette da reti antisiluranti e che lo scoppio del secondo siluro del MAS 96 indicava la probabile rottura della rete col primo siluro che consentì la penetrazione del secondo.
Allo scoppio del siluro l'allarme fu immediato e i MAS presero subito la via del rientro e, giunti al punto di riunione prestabilito, rientrarono ad Ancona alle 7:45.
Le unità italiane riuscirono a riguadagnare il largo tra l'incredulità dei posti di vedetta austriaci, che non credettero possibile che unità italiane fossero entrate fino in fondo al porto e che non reagirono con le armi, ritenendo dovesse trattarsi di naviglio austriaco.
Tre bottiglie suggellate dai colori nazionali furono lasciate su galleggianti nella parte più interna della baia di Buccari con, all'interno, un messaggio scritto da D'Annunzio, fatto che dette all'azione l'appellativo di "beffa di Buccari".

## I risultati dell'azione

Il testo dei volantini lasciati nel mare di Buccari da Gabriele D'Annunzio durante la missione

Dal punto di vista tattico-operativo l'azione fu del tutto irrilevante: le navi austroungariche, protette efficacemente dalle reti anti-siluro, non riportarono alcun danno materiale, anche se emerse una mancanza di coordinamento nel sistema di vigilanza che rese possibile l'azione dei marinai italiani e al contempo si capì che l'utilizzo di piccole imbarcazioni nell'oscurità avrebbe consentito in futuro di compiere altre azioni simili senza impiegare le grandi navi di superficie. Il risultato ottenuto e cercato fu soprattutto dimostrativo-propagandistico. Non a caso la presenza di D'Annunzio nell'azione era stata studiata e preventivata proprio a tale scopo, con la scelta di un porto poco difeso e senza unità da guerra nemiche, la cui presenza avrebbe alzato il livello di guardia del porto.
L'impresa costrinse il nemico a un maggiore impegno di energie in nuovi adattamenti difensivi e di vigilanza e comunque ebbe una influenza negativa sul morale austriaco.
L'impresa di Buccari ebbe una grande risonanza in Italia, in una fase della guerra in cui gli aspetti psicologici stavano acquistando molta importanza. D'Annunzio ebbe un ruolo fondamentale nel propagandare l'impresa e il suo messaggio lasciato nelle tre bottiglie ebbe grande diffusione e contribuì a risollevare il morale dell'esercito impegnato sul Piave.
(Testo del messaggio lasciato da D'Annunzio nelle acque di Buccari)
Per l'Italia, che si stava riorganizzando dopo il disastro di Caporetto, l'eco della riuscita dell'impresa fu notevole e rinvigorì lo spirito dei soldati e della popolazione. L'entusiasmo avrebbe raggiunto il culmine pochi mesi dopo con il famoso volo su Vienna.
Dell'avventura della baia di Buccari resta un libriccino edito nel 1918 dai consueti editori dannunziani, i Fratelli Treves, dal titolo: La Beffa di Buccari - con aggiunti La Canzone del Quarnaro, Il catalogo dei Trenta di Buccari, Il Cartello Manoscritto e Due Carte Marine. Il testo è completato dalle strofe de La Canzone del Quarnaro che, al tempo, ebbe notevole fama (in seguito, il testo fu musicato da Luigi Dallapiccola nel 1930).